# Eleição condicional
Eleição condicional, na teologia cristã, é a crença de que Deus escolhe, para salvação eterna, aqueles que previu que possuiriam fé em Cristo. Essa crença enfatiza a importância do livre-arbítrio humano. O oposto disso é conhecido como eleição incondicional, e é a crença de que Deus escolheu aqueles que quis que fossem salvos, baseado somente em seu propósito e à parte do livre-arbítrio individual.